# Kalwaria Zebrzydowska (plaats)
Kalwaria Zebrzydowska is een stad in het Poolse woiwodschap Klein-Polen, gelegen in de powiat Wadowicki. De oppervlakte bedraagt 5,5 km², het inwonertal 4478 (2005).

## Landschapspark
In de stad bevindt zich het gelijknamige door Feliks Zebrowski in 1604 ontworpen Maniëristische landschapspark en pelgrimsoord. De vele kapellen langs de zeven kilometer lange paden dienen de verering van de "paden van Jezus Christus" en van de "paden van Maria". Het geheel is een tamelijk uitzonderlijk voorbeeld van een calvarie. Het staat sinds 1999 op de Werelderfgoedlijst.
De site is genoemd naar zijn stichter, Mikolaj Zebrzydowski (1553-1620), die gouverneur van Krakow was.

## Verkeer en vervoer
- Station Kalwaria Zebrzydowska
- Station Kalwaria Zebrzydowska Lanckorona

Historisch centrum van Krakau · Koninklijke Wieliczka- en Bochnia-zoutmijnen · Auschwitz-Birkenau: Duits naziconcentratie- en -vernietigingskamp · Woud van Białowieża · Historisch centrum van Warschau · Oude stad Zamość · Middeleeuwse stad Toruń · Kasteel van de Duitse ridderorde in Malbork · Kalwaria Zebrzydowska: maniëristisch architectuur-en parklandschapcomplex en bedevaartspark · Vredeskerken in Jawor en Świdnica · Houten kerken van zuidelijk Małopolska · Muskauer Park / Park Muzakowski · Hala Stulecia in Wrocław · Houten tserkva's van de Karpaten in Polen en Oekraïne· Lood-zilver-zinkmijn van Tarnowskie Góry en haar ondergrondse waterbeheersysteem · Prehistorische mijnstreek van gestreepte vuursteen van Krzemionki · Oude en voorhistorische beukenbossen van de Karpaten en andere regio's van Europa
- Gemeinsame Normdatei: 4259086-3
- Library of Congress Control Number: n84200456
- MusicBrainz: db382965-6121-4143-b6de-dd4934e4da35
- Nationale Bibliotheek van Tsjechië: xx0154367
- Nationale Bibliotheek van Israël: 987007559799405171
- Virtual International Authority File: 158330565